# 傅崇明
傅崇明（1550年—？），字子達，號显吾，河南懷慶衛守禦衛輝千戶所（在汲县）人，軍籍，明朝政治人物。

## 生平
萬曆四年（1576年）丙子科河南鄉試第十六名，萬曆八年（1580年）庚辰科會試第二百八十九名，登三甲第一百二十名進士。大理寺觀政，本年授恩县知县，十四年行取，补户部主事，十八年升员外郎，十九年告病。二十年复除原职，本年升郎中，二十一年京察闲住。

## 家族
曾祖傅爵；祖父傅訓；父傅太。母許氏。慈侍下。